# عملاق (فلم)
عملاق (بالبشكنشية: Handia) هو فيلم دراما بلغة الباسكية تم إنتاجه في إسبانيا وصدر في سنة 2017 وهو من إخراج آيتور أريغى وجون جارانو. الفيلم مقتبس من حياة ميغيل خواكين إليزاغو أرتيغا (1818 - 1861) والذي كان مُصاباً بالعملقة، وقد اشتهر باسم «عملاق ألثو». عُرض الفيلم لأول مرة في مهرجان سان سيباستيان السينمائي الدولي، حيث مُنح جائزة لجنة التحكيم الخاصة.

## القصة
مارتين هو الأخ الكبير لخواكين كلاهما متعلقان ببعضهما ويحلمان معاً بمستقبل أفضل في قريتهم الصغيرة في مزارع إسبانيا الشرقية. لكن وبشكل مفاجئ تم استدعاء الأخ الكبير مارتين للخدمة في الجيش في الحرب الكارلية الأولى، عاد مارتين للقرية بعد عدة سنوات وكانت يده اليمنى قد شلت جراء عيار ناري. كانت عائلته تعاني من فقر شديد، وكان والده العجوز يخاف من أن يكون عودة مارتين عبء جديد على العائلة خاصة وأن يده مشلولة.
أخاه الصغير خواكين كان يزداد طولاً يوما بعد يوم، وكان يأكل بشكل كبير، مما جعله أطول شخص في العالم. فكر الأخ الكبير مارتين في حل لمشكلة الفقر التي تُعاني منها العائلة، وهي بعمل جولة في أوروبا بأخيه الصغير للحصول على المال مستغلاً الطول الكبير له. خلال سفره بجميع أرجاء أوروبا ولندن وغيرها من البلاد حصل الأخوين على ثروة جيدة وفي حين الأخ الكبير كان يرسل أمواله عبر البنك، كان العملاق خواكين يخبئها معه داخل صندوق، وخلال عودتهم للقرية سرقت أمواله من قِبل قُطاع طرق، ليجعل العملاق يُصاب بحالة من الاكتئاب وثم الموت.

## وصلات خارجية
- مقالات تستعمل روابط فنية بلا صلة مع ويكي بيانات